# مقاطعة سانت جيمس (لويزيانا)
مقاطعة سانت جيمس (بالإنجليزية: St. James Parish, Louisiana)‏ هي إحدى مقاطعات ولاية لويزيانا في الولايات المتحدة. تأسست سنة 1807، وتبلغ مساحتها 668 كم2، بلغ عدد سكانها 22102 نسمة في عام 2010 حسب إحصاء مكتب تعداد الولايات المتحدة وتصل الكثافة السكانية فيها 33 نسمة/كم2.

## أعلام
- هنري ريتشاردسون
- بابا جون جوزيف

## وصلات خارجية
- www.stjamesla.com
- United States Counties